# Christian Abbiati
Christian Abbiati (sinh ngày 8 tháng 7 năm 1977 tại Abbiategrasso, Milano) là một cựu cầu thủ bóng đá chuyên nghiệp Italia chơi ở vị trí thủ môn.
Anh đã bắt đầu sự nghiệp bóng đá lúc lên 13 tuổi, chơi cho Trezzano và Assago. Anh đã đến Corsico năm 1996 và sau đó chuyển đến Monza. Anh đã chơi cho câu lạc bộ AC Milan mùa Hè năm 1998. Anh đã chơi trận đầu tiên ở giản Serie A ngày 17 tháng 1 năm 1999 với tư cách là cầu thủ thay thế Sebastiano Rossi ở phút thứ 92. Kể từ đó, anh là lựa chọn số 1 cho vị trí thủ môn trong vòng 4 năm nhưng đã phải nhường vị trí này cho Dida đầu mùa giải 2002–03 sau khi bị chấn thương trong một trận vòng loại Champions League tháng 8 năm 2002.